# 次旺
次旺（1987年5月6日—）是中國女子田徑運動員，來自西藏，參加過2006年亞洲運動會女子馬拉松項目。次旺在2006年亞洲運動會賽中腿部抽筋，但堅持跑完全程，贏得在場觀眾的讚揚。